# Hauffenia minuta
Hauffenia minuta é uma espécie de gastrópode  da família Hydrobiidae.
Pode ser encontrada nos seguintes países: França e Suíça.